# Winton (Carolina del Norte)
Winton es un pueblo ubicado en el condado de Hertford, Carolina del Norte, Estados Unidos. Según el censo de 2020, tiene una población de 629 habitantes.
Es la sede del condado.

## Geografía
La localidad está ubicada en las coordenadas 36°23′22″N 76°56′5″O / 36.38944, -76.93472 (36.389448, -76.934729). Según la Oficina del Censo, la localidad tiene un área total de 2.30 km², de la cual 2.18 km² son tierra y 0.12 km² son agua.

### Localidades adyacentes
El siguiente diagrama muestra a las localidades en un radio de 20 kilómetros de Winton.

## Demografía
En el 2000, los ingresos promedio de los hogares eran de $19,706 y los ingresos promedio de las familias eran de $21,838. Los ingresos per cápita para la localidad eran de $13,049. Los hombres tenían ingresos per cápita por $21,875 contra $17,059 para las mujeres. Alrededor del 20.0% de la población estaba bajo el umbral de pobreza nacional.
De acuerdo con la estimación 2016-2020 de la Oficina del Censo, los ingresos promedio de los hogares son de $40,341 y los ingresos promedio de las familias son de $50,714. Alrededor del 32.2% de la población está bajo el umbral de pobreza nacional.

### Censo de 2020
| Raza                   | Núm. | Porc.  |
| ---------------------- | ---- | ------ |
| Afroamericanos         | 380  | 60.41% |
| Blancos                | 181  | 28.78% |
| Amerindios             | 20   | 3.18%  |
| Asiáticos              | 2    | 0.32%  |
| Isleños del Pacífico   | 1    | 0.16%  |
| Otras razas            | 29   | 4.61%  |
| De una mezcla de razas | 16   | 2.54%  |
| Total                  | 629  | 100%   |

Del total de la población, el 4.61% son hispanos o latinos de cualquier raza.